# Corda Fratres (inno)

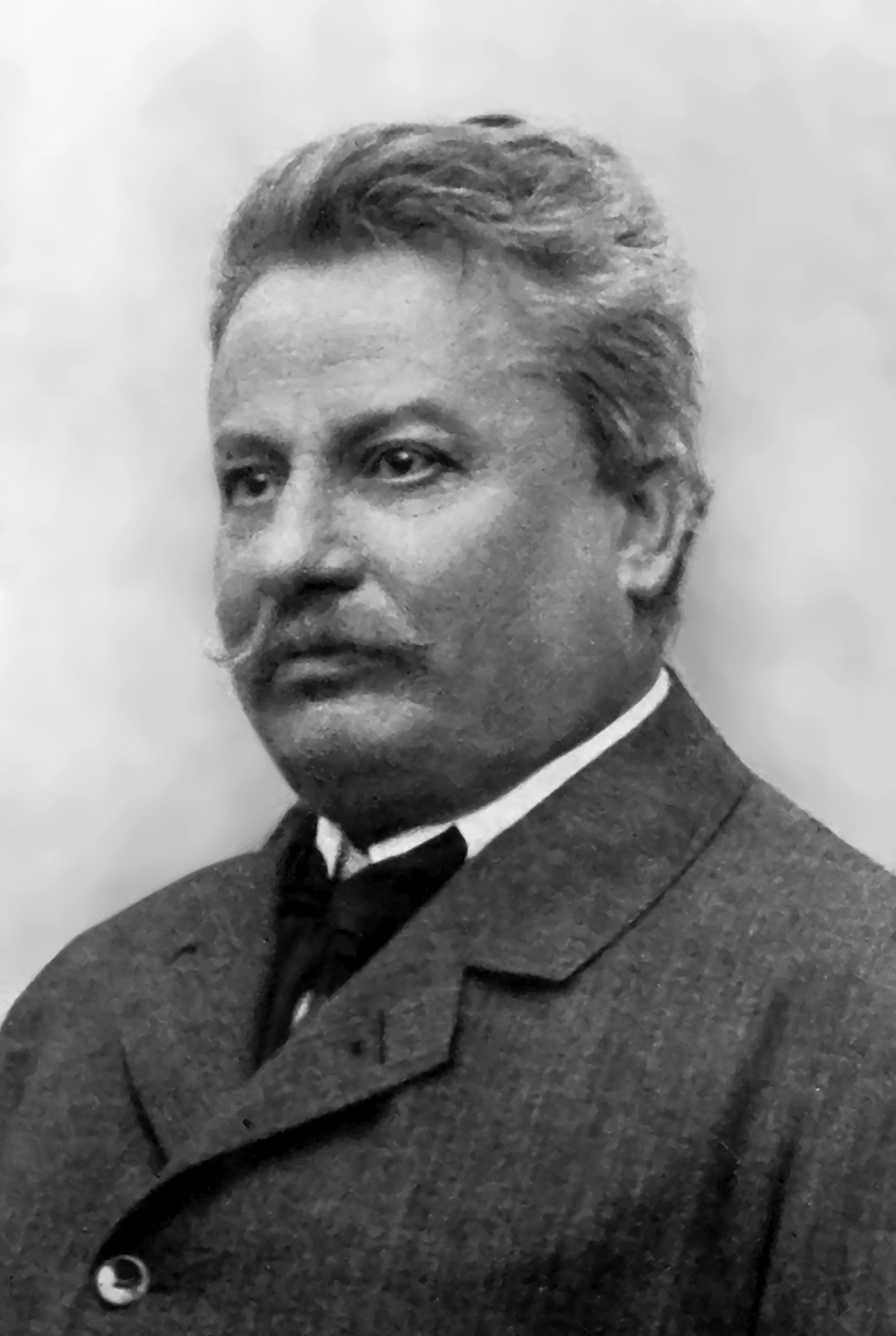
Giovanni Pascoli

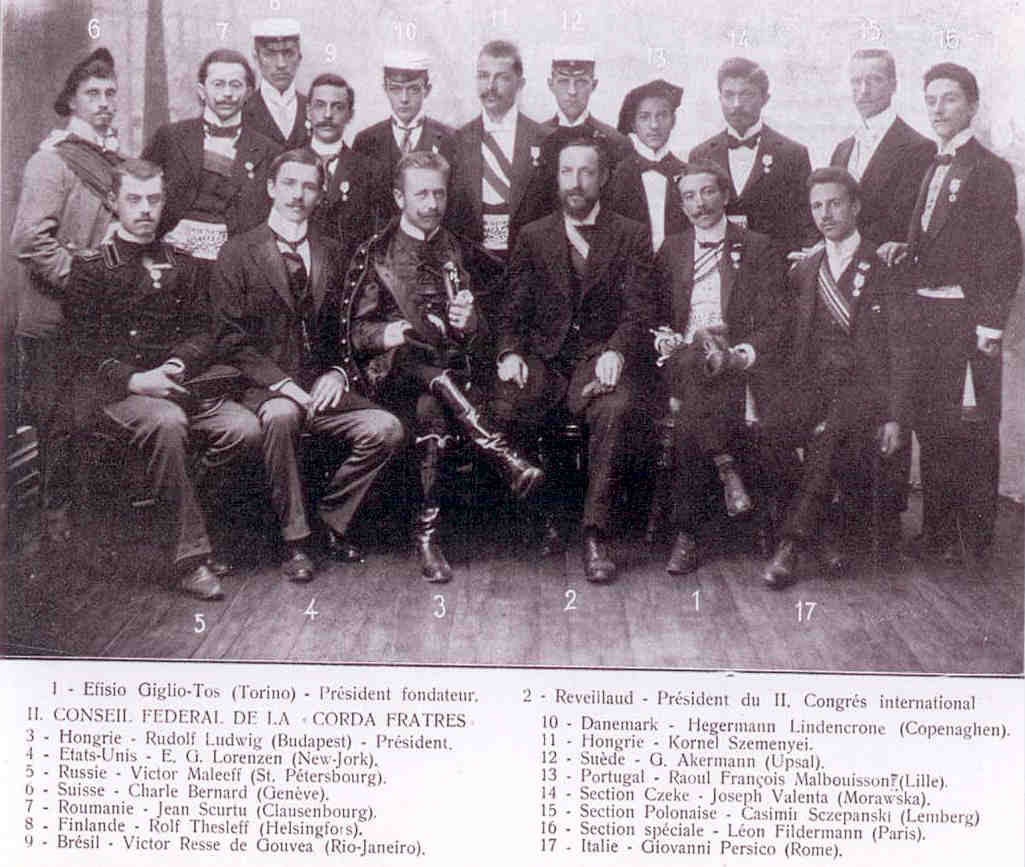
Il Consiglio federale della Corda Fratres riunito a Parigi nel 1900

L'inno studentesco Corda Fratres (frase latina il cui significato è "Cuori fratelli") è un carme, in strofe alcaica, composto da Giovanni Pascoli nel 1898.
La composizione poetica è considerata l'inno ufficiale della Fédération internationale des étudiants (meglio nota con il nome di Corda Fratres, titolo dell'inno), associazione internazionale di fratellanza studentesca ideata dal torinese Efisio Giglio-Tos, la cui fondazione ufficiale ebbe luogo in quello stesso anno 1898. Dell'associazione studentesca, l'inno rifletteva la visione irenica di una fratellanza universale e transnazionale che sarebbe naufragata 15 anni dopo, travolta dai rivolgimenti della Grande guerra e dal richiamo esercitato dai rigurgiti nazionalisti e interventisti che spinsero gli studenti alla defezione dagli ideali e all'adesione alle Union sacrée patriottiche.

## Storia
L'inno fu composto a Messina il 21 novembre 1898, in un'epoca in cui Pascoli era professore di latino nella locale università, e fu pubblicato sulla «Rivista Internazionale» il 20 febbraio 1902.
Al pari del celebre inno goliardico Gaudeamus igitur, è stato redatto in latino, all'epoca lingua utilizzata in ambito scientifico e molto diffusa in ambito universitario internazionale.
L'inno non è mai stato messo in musica. All'inizio, s'era impegnato a farlo Pietro Mascagni, ma l'intento promesso non si è mai tradotto in realtà.

## Parole

### Testo latino
Il testo originale dell'inno in latino è il seguente:
Carmen «CORDA FRATRES»
Utcumque dulcis limina patriae

solo exsulantes corpore liquimus

miramur ignotis in oris

nota diu bene corda, fratres.
Qui cum sciamus bella parentibus

pugnata, «Signum dicite» dicimus

utrique: «Pax» et «Lux» utrimque

corda sonant et «habete, fratres».
Tellure,sacris, aequore, legibus

divisa pubes absumus, adsumus

non ora nec linguam genusve

consimiles, nisi corda fratres.
Messina, 21 novembre 1898

### Versione italiana
Ne esiste una versione italiana, che può considerarsi autentica in quanto frutto di una traduzione originale licenziata dallo stesso Giovanni Pascoli, ritrovata da Adolfo Gandiglio tra le carte relitte del poeta dopo la morte dell'autore, il cui testo italiano si riporta di seguito:
Corda Fratres
Quando lasciamo le soglie della dolce patria, partendo col corpo e restando con l'anima, ecco in paesi sconosciuti ci meravigliamo di trovare dei cuori conosciuti ben da gran tempo, o fratelli!
Noi che sappiamo qualcosa delle guerre che combatterono i nostri padri, gli uni agli altri diciamo «La parola d'ordine», e dall'una e dall'altra parte i cuori rispondono «Pace» e «Luce» e «Gioia con voi, o fratelli!»
Noi, gioventù divisa da terra e mare, da religione e da leggi, siamo lontani e vicini, assenti e presenti, non simili tra noi di faccia, di lingua e di schiatta, ma di cuore... fratelli!